# Ryōko Shiraishi
Ryōko Shiraishi (jap. 白石 涼子 Shiraishi Ryōko; ur. 9 września 1982 w Kashibie w prefekturze Nara) – japońska seiyū i piosenkarka.

## Wybrane role głosowe
- Tobi – Noein
- Cain – Black Matrix OO
- Kappei Hiiragi – Clannad
- Young Amano Ginji – Getbackers
- Kaede Nagase – Mahou Sensei Negima! (Negima) (2005)
- Shiratori Ryūshi – Mahoraba (2005)
- Mi-kun – D. C. ~Da Capo~ (2003)
- Miyuki Takamachi – Magical Girl Lyrical Nanoha (2004) i Magical Girl Lyrical Nanoha A’s (2005)
- Rina Nishio – Soukyuu no Fafner: Dead Aggressor
- Yuuma – Tank Knights Portriss
- Chiaki Kounoike – Tenjho Tenge
- Asuka Kazama – Tekken 5
- Hayate Ayasaki – Hayate the Combat Butler
- Chie and Young Jaster – Rogue Galaxy
- Rin – Nagasarete Airantou
- Jay – Tales of Legendia
- Matatabi – Naruto Shippūden